# Мединилла
Мединилла (лат. Medinilla) — род многолетних растений семейства Меластомовые (Melastomataceae).

## Таксономия
Некоторые ботаники включают в род Мединилла род Pseudodissochaeta Nayar, 1969.

## Ботаническое описание

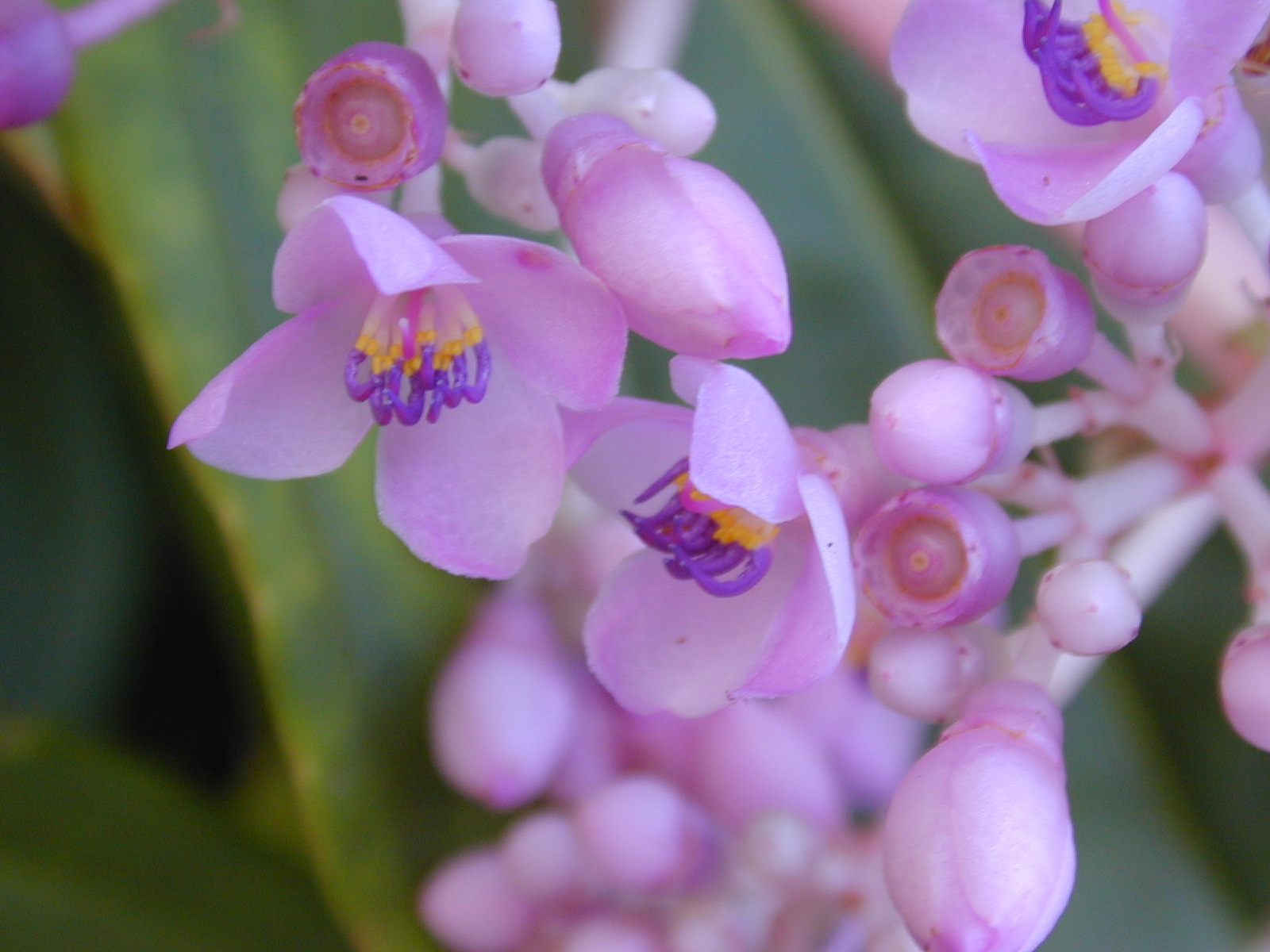
Цветки Medinilla cummingii крупным планом.

Небольшие деревья или кустарники с прямостоячими стеблями, реже лианы. Произрастают на почве или являются эпифитами.
Листья супротивные или последовательные, сидячие или черешковые. Листовая пластинка обычно гладкая, с цельным или зубчатым краем.
Соцветия верхушечные или пазушные, состоят из четырёх—шести цветков, располагающихся на цветоножках, с небольшими, быстро опадающими прицветниками. Гипантий чашевидной, воронковидной, трубковидной или колокольчатой формы. Доли чашечки незаметные или заметные, заострённые. Лепестки яйцевидной или продолговатой формы, иногда асимметричные. Тычинок примерно в два раза больше, чем лепестков, пыльники линейной, ланцетной или яйцевидной формы.
Плоды — шаровидные, овальные или кувшиновидные ягоды. Семена многочисленные, яйцевидной или клиновидной формы, обычно гладкие.

## Распространение
Распространены в тропической Африке, Азии и на островах Тихого океана.

## Некоторые виды
- Medinilla alternifolia Blume, 1849
- Medinilla cummingii Naudin, 1851
- Medinilla curtisii Hort.Veitch, 1883
- Medinilla heterophylla A.Gray, 1854
- Medinilla humbertiana H.Perrier, 1945
- Medinilla humblotii Cogn., 1891
- Medinilla magnifica Lindl., 1850 — Мединилла великолепная
- Medinilla rubrifrons Regalado, 1990
- Medinilla multiflora Merr.
- Medinilla scortechinii King, 1900
- Medinilla sessiliflora Regalado, 1990
- Medinilla suberosa Regalado, 1990
- Medinilla venosa Blume, 1831